# دیدار پایانی لیگ قهرمانان آسیا ۲۰۰۹
فینال لیگ قهرمانان آسیا ۲۰۰۹ رقابت پایانی لیگ قهرمانان آسیا ۲۰۰۹ بود؛ بیست و هشتمین دوره از بالاترین سطح مسابقات فوتبال آسیایی که توسط کنفدراسیون فوتبال آسیا (اِی‌اف‌سی) پایه‌گذاری شده‌است و همچنین هفتمین دوره از مسابقاتی که با عنوان لیگ قهرمانان آسیا شناخته می‌شود. پوهانگ استیلرز با برتری برابر الاتحاد به مقام قهرمانی دست یافت.

## مسابقه
فینال مسابقات لیگ قهرمانان آسیا ۲۰۰۹ در تاریخ ۷ نوامبر در ورزشگاه ملی، توکیو، ژاپن برگزار شد.
| الاتحاد      | ۱ – ۲ | پوهانگ استیلرز                       |
| ------------ | ----- | ------------------------------------ |
| محمد نور ۷۴' |       | نو بیونگ جون ۵۷' · کیم هیونگ ایل ۶۶' |